# Luka Chalwell
Luka Chalwell (7 aprile 2004) è un calciatore anglo-verginiano, centrocampista del Winchester City.

## Carriera

### Club
Nella stagione 2020-2021 ha giocato nelle giovanili del Poole Town, per poi trascorrere due stagioni in prima squadra al Christchurch, club della nona divisione inglese. In seguito ha poi giocato nella quinta divisione inglese con l'Eastleigh.

### Nazionale
Ha giocato nelle nazionali Under-15 ed Under-19 delle Isole Vergini Britanniche.
Ha esordito in nazionale maggiore nel 2021, all'età di 17 anni. Il 12 settembre 2023 ha realizzato una doppietta nella vittoria per 3-1 contro Turks e Caicos (prima vittoria in CONCACAF Nations League della storia della sua nazionale, che peraltro più in generale non vinceva una partita ufficiale dal 2004).